# Satserup
Satserup is een plaats in de gemeente Hörby in Skåne, de zuidelijkste provincie van Zweden. De plaats heeft 64 inwoners (2005) en een oppervlakte van 16 hectare.

## Verkeer en vervoer
Drie kilometer ten westen van de plaats loopt de E22.
De plaats had vroeger een station aan de Östra Skånes Järnvägar.